# Landsat-Eisstrom
Der Landsat-Eisstrom ist ein Eisstrom an der English-Küste des westantarktischen Ellsworthlands. Er fließt westlich des Berg-Eisstroms und östlich des Mount Combs zum Stange-Sund, den er östlich der Rydberg-Halbinsel erreicht und wo er in das Stange-Schelfeis mündet.
Das UK Antarctic Place-Names Committee benannte ihn 2018. Namensgeber sind die Landsat-Satelliten, die bei der Fernerkundung der Antarktis zum Einsatz kamen.